# Eta Phoenicis
Eta Phoenicis (η Phe) es una estrella en la constelación de Fénix.
De magnitud aparente +4,37, es el octavo astro más brillante en su constelación.
Se encuentra a 246 años luz del sistema solar.

## Características
Eta Phoenicis está catalogada como una subgigante blanca de tipo espectral A0IV, aunque un reciente estudio señala que aún un le queda un 13% de su vida como estrella de la secuencia principal.
Su luminosidad es 121 veces superior a la luminosidad solar y tiene una temperatura efectiva entre 9261 y 9772 K.
Su radio, evaluado a partir de la medida indirecta de su diámetro aparente, es unas 3,5 veces más grande que el del Sol y su velocidad de rotación sobrepasa los 133 km/s.
Completa un giro sobre sí misma cada 33,6 horas.
Posee una masa de 2,9 masas solares y una edad aproximada de 325 millones de años.
Es una estrella luminosa en rayos X, siendo su luminosidad en esta región del espectro de 270 × 1020 W, comparable a la de 34 Virginis o a la de KW Hydrae.
Eta Phoenicis se mueve por el espacio con una órbita galáctica sorprendentemente parecida a la del Sistema Solar. De hecho, su velocidad relativa respecto al Sol es de sólo 8,9 km/s.

## Sistema binario
Eta Phoenicis es una estrella binaria, estando su compañera estelar visualmente separada de ella 19,8 segundos de arco. De magnitud aparente +11,5, se piensa que es una enana naranja de tipo K2-5V.
Asimismo, Eta Phoenicis se halla rodeada por un disco circunestelar de polvo, detectado en la región infrarroja del espectro a 70 μm.